# Bundesliga austriacka w piłce nożnej (1999/2000)
Bundesliga  1999/00 (znana jako max.Bundesliga ze względów sponsorskich) była 89 edycją najwyższej klasy rozgrywkowej piłki nożnej na Austrii. 
Brało w niej udział 10 drużyn, które w okresie od 29 czerwca 1999 do 27 maja 2000 rozegrały 36 kolejek meczów.
Obrońcą tytułu była drużyna Sturm Graz. Mistrzostwo po raz ósmy w historii zdobyła drużyna Tirol Innsbruck.

## Drużyny
| Uczestnicy poprzedniej edycji                                                                                 | Uczestnicy poprzedniej edycji | Uczestnicy poprzedniej edycji | Uczestnicy poprzedniej edycji |
| --- | ----------------------------- | ----------------------------- | ----------------------------- |
| STR | Sturm Graz                    | 1                             |                               |
| RPD | Rapid Wiedeń                  | 2                             |                               |
| GAK | Grazer AK                     | 3                             |                               |
| SAL | Austria Salzburg              | 4                             |                               |
| LIN | LASK Linz                     | 5                             |                               |
| TIN | Tirol Innsbruck               | 6                             |                               |
| AWI | Austria Wiedeń                | 7                             |                               |
| RIE | SV Ried                       | 8                             |                               |
| ALU | Austria Lustenau              | 9                             |                               |
| Awans z 1. Division                                                                                           |                               |                               |                               |
| SWB | Schwarz-Weiß Bregenz          | 1                             |                               |
| Oznaczenia: - kolumna pierwsza – skróty nazw drużyn, - kolumna trzecia – miejsce zajęte w poprzednim sezonie. |                               |                               |                               |

## Tabela
| Lp. | Drużyna              | M  | Z  | R  | P  | B+ | B- | +/– | Pkt | Kwalifikacja lub spadek                       |
| --- | -------------------- | -- | -- | -- | -- | -- | -- | --- | --- | --------------------------------------------- |
| 1   | Tirol Innsbruck (M)  | 36 | 24 | 5  | 7  | 54 | 30 | +24 | 77  | Liga Mistrzów UEFA • III runda kwalifikacyjna |
| 2   | Sturm Graz           | 36 | 22 | 8  | 6  | 77 | 32 | +45 | 74  | Liga Mistrzów UEFA • II runda kwalifikacyjna  |
| 3   | Rapid Wiedeń         | 36 | 20 | 6  | 10 | 59 | 29 | +30 | 66  | Puchar UEFA • runda kwalifikacyjna            |
| 4   | Austria Wiedeń       | 36 | 16 | 6  | 14 | 49 | 44 | +5  | 54  |                                               |
| 5   | SV Ried              | 36 | 15 | 8  | 13 | 56 | 39 | +17 | 53  |                                               |
| 6   | Austria Salzburg     | 36 | 12 | 10 | 14 | 39 | 45 | −6  | 46  | Puchar Intertoto UEFA (2000)                  |
| 7   | Grazer AK (P)        | 36 | 12 | 6  | 18 | 41 | 62 | −21 | 42  | Puchar UEFA • I runda                         |
| 8   | LASK Linz            | 36 | 10 | 9  | 17 | 41 | 49 | −8  | 39  | Puchar Intertoto UEFA (2000)                  |
| 9   | Schwarz-Weiß Bregenz | 36 | 10 | 5  | 21 | 39 | 73 | −34 | 35  |                                               |
| 10  | Austria Lustenau (S) | 36 | 4  | 7  | 25 | 22 | 74 | −52 | 19  | spadek do 1. Division                         |

## Wyniki
| Gospodarz \ Gość     | ALU | SAL | AUS | BRE | GAK | LIN | RWI | RIE | STU | TIR | ALU | SAL | AUS | BRE | GAK | LIN | RWI | RIE | STU | TIR |
| -------------------- | --- | --- | --- | --- | --- | --- | --- | --- | --- | --- | --- | --- | --- | --- | --- | --- | --- | --- | --- | --- |
| Austria Lustenau     |     | 1–0 | 1–0 | 3–0 | 1–4 | 1–1 | 0–1 | 0–1 | 1–2 | 1–3 |     | 0–2 | 1–2 | 0–4 | 0–0 | 2–2 | 0–1 | 1–1 | 0–1 | 1–1 |
| Austria Salzburg     | 1–0 |     | 0–1 | 0–1 | 1–0 | 2–1 | 1–1 | 2–2 | 1–1 | 1–0 | 2–0 |     | 2–1 | 4–1 | 5–1 | 1–2 | 0–0 | 2–1 | 0–0 | 0–1 |
| AUS                  | 2–0 | 2–0 |     | 3–1 | 5–2 | 2–1 | 0–3 | 0–2 | 1–3 | 0–2 | 1–0 | 2–2 |     | 2–5 | 2–0 | 3–1 | 3–0 | 1–0 | 0–1 | 2–0 |
| Schwarz-Weiß Bregenz | 2–0 | 0–0 | 1–1 |     | 0–1 | 2–1 | 1–1 | 1–2 | 1–4 | 0–3 | 1–1 | 5–1 | 1–1 |     | 3–1 | 0–2 | 0–3 | 0–4 | 1–0 | 0–3 |
| Grazer AK            | 2–3 | 0–0 | 0–2 | 3–0 |     | 0–1 | 3–1 | 0–0 | 1–0 | 1–1 | 2–0 | 2–0 | 2–0 | 0–4 |     | 2–1 | 0–4 | 1–1 | 2–4 | 2–0 |
| LASK Linz            | 3–0 | 2–4 | 1–1 | 3–0 | 1–3 |     | 0–1 | 1–0 | 0–2 | 3–0 | 5–0 | 1–1 | 1–0 | 0–1 | 2–2 |     | 1–1 | 1–1 | 1–1 | 0–1 |
| Rapid Wiedeń         | 2–0 | 1–0 | 2–0 | 2–0 | 2–1 | 3–0 |     | 5–1 | 0–0 | 2–4 | 4–0 | 5–0 | 1–0 | 4–1 | 2–0 | 0–1 |     | 1–0 | 2–3 | 0–0 |
| SV Ried              | 1–1 | 3–0 | 0–0 | 5–1 | 0–1 | 2–1 | 1–2 |     | 2–0 | 5–0 | 4–2 | 2–0 | 1–2 | 2–0 | 3–1 | 2–0 | 1–0 |     | 1–1 | 1–2 |
| Sturm Graz           | 5–1 | 0–2 | 2–2 | 4–0 | 5–0 | 0–0 | 1–0 | 2–1 |     | 0–1 | 7–0 | 3–1 | 3–2 | 3–1 | 6–1 | 2–0 | 3–1 | 3–2 |     | 4–1 |
| Tirol Innsbruck      | 3–0 | 0–0 | 0–2 | 4–0 | 1–0 | 5–0 | 2–1 | 1–0 | 1–0 |     | 1–0 | 2–1 | 2–1 | 2–0 | 1–0 | 1–0 | 1–0 | 3–1 | 1–1 |     |

## Najlepsi strzelcy
| Bramki | Strzelcy          | Drużyna                                 |
| ------ | ----------------- | --------------------------------------- |
| 32     | Ivica Vastić      | Sturm Graz                              |
| 21     | Christian Mayrleb | Austria Wiedeń                          |
| 19     | Ronald Brunmayr   | SV Ried                                 |
| 18     | Radosław Gilewicz | Tirol Innsbruck                         |
| 17     | René Wagner       | Rapid Wiedeń                            |
| 12     | Benedict Akwuegbu | Grazer AK                               |
| 11     | Sašo Udovič       | LASK Linz                               |
| 11     | Dejan Savićević   | Rapid Wiedeń                            |
| 10     | Erik Regtop       | Schwarz-Weiß Bregenz / Austria Lustenau |
| 10     | Zeljko Radovic    | Rapid Wiedeń / Grazer AK                |

Źródło: .

## Stadiony
| Austria Lustenau |
| ---------------- |
| Reichshofstadion |
| 8 800            |
|                  |

| Austria Salzburg |
| ---------------- |
| Lehener Stadion  |
| 14 457           |
|                  |

| Austria Wiedeń     |
| ------------------ |
| Franz Horr Stadion |
| 17 500             |
|                    |

| Grazer AK Sturm Graz          |
| ----------------------------- |
| Arnold Schwarzenegger Stadion |
| 16 364                        |
|                               |

| LASK Linz    |
| ------------ |
| Gugl Stadion |
| 18 000       |
|              |

| Rapid Wiedeń            |
| ----------------------- |
| Gerhard Hanappi Stadion |
| 18 442                  |
|                         |

| SV Ried        |
| -------------- |
| Rieder Stadion |
| 8 000          |
|                |

| Schwarz-Weiß Bregenz |
| -------------------- |
| Casino Stadion       |
| 12 000               |
|                      |

| Tirol Innsbruck     |
| ------------------- |
| Tirol Milch Stadion |
| 15 922              |
|                     |

Źródło: .